# Веркураго
Веркураго (итал. Vercurago) — коммуна в Италии, располагается в регионе Ломбардия, подчиняется административному центру Лекко.
Население составляет 2784 человека, плотность населения составляет 1392 чел./км². Занимает площадь 2 км². Почтовый индекс — 24030. Телефонный код — 0341.
Стоит на левой стороне озера Гарлате.
Покровителями коммуны почитаются святые Гервасий и Протасий, празднование 19 июня.